# Елизабет Джордж
Елизабет Джордж (на английски: Susan Elizabeth George) е американска преподавателка, сценаристка и писателка на бестселъри в жанра трилър и фентъзи.

## Биография и творчество
Сюзън Елизабет Джордж е родена на 26 февруари 1949 г. в Уорън, Охайо, САЩ, в семейството на Робърт Едуин Джордж, продавач, и Ан Ривъл, медицинска сестра. Има по-голям брат. Когато е едногодишна семейството се мести в залива на Сан Франциско. Още от ученичка започва да пише свои разкази на механична пишеща машина.
Учи през 1969 г. в колежа „Футхил“ в Лос Алтос Хилс, Калифорния, и в Калифорнийския университет в Ривърсайд, който завършва през 1970 г. с бакалавърска степен по английски език и сертификат за преподавател.
На 28 май 1971 г. се омъжва за Ира Джей Тойбин, бизнес мениджър. Развеждат се през ноември 1995 г. Омъжва се повторно за Том Маккейб, пенсиониран пожарникар.
След дипломирането си, в периода 1974 – 1975 г. е учител по английски език в гимназия „Матер Дей“ в Санта Ана, Калифорния, откъдето е уволнена заедно с други учители за организиране на синдикална организация. В периода 1975 – 1987 г. е учител по английски език в гимназия „Ел Торо“ в Ел Торо (Лейк Форест), Калифорния. Докато е преподавател получава през 1979 г. магистърска степен по консултиране и психология от Калифорнийския държавен университет във Фулъртън, и докторска степен по психология от Университета на Калифорния в Бъркли. През 1981 г. е удостоена с отличието „учител на годината“ в Ориндж Каунти. В периода 1988 – 1989 г. е преподавател по творческо писане в колежа „Коастлайн“ в Коста Меса и в колежа „Ървайн Валей“ в Ървайн, Калифорния. В следващите години е преподавател на интензивни семинари за писане и гостуващ професор в университетите на Калифорния, Оклахома, Ванкувър, Оксфорд и др.
През 1988 г. е публикуван първият ѝ трилър „Голямото избавление“ от емблематичната ѝ поредица „Инспектор Линли“. Главният герой в романите е инспектора от благородно потекло в Скотланд Ярд Томас Линли (лорд Ашъртън). Той е асистиран от образованата инспекторка с работническо потекло Барбара Хейвърс, и е подпомаган от приятелката, а по-късно и съпруга, лейди Хелън Клайд, и от приятелите си Саймън и Дебора Сейнт Джеймс. Романът е отличен с наградите „Антъни“ и „Агата“ за най-добър първи роман в САЩ, Голямата награда на Франция за криминален роман.
В периода 2001 – 2007 г. произведенията от поредицата са екранизирани от Би Би Си в телевизионния сериал „The Inspector Lynley Mysteries“ с участието на Натаниел Паркър, Шарън Смол и Лесли Викърейдж.
През 2004 г. е удостоена с „доктор хонорис кауза“ от Калифорнийския университет във Фулъртън.
Елизабет Джордж живее със семейството си в Уитби Айлънд в щата Вашингтон.

## Произведения

### Серия „Инспектор Линли“ (Inspector Lynley)
1. A Great Deliverance (1988) – награди „Антъни“ и „Агата“
Голямото избавление, изд.: ИК „Хермес“, Пловдив (1997), прев. Юлия Кенова
2. Payment In Blood (1989)
3. Well-Schooled In Murder (1990) – награда „МИМИ“ за трилър, Германия
4. A Suitable Vengeance (1991)
Неочаквано възмездие, изд.: ИК „Хермес“, Пловдив (1999), прев. Пенка Стефанова
5. For The Sake of Elena (1992)
6. Missing Joseph (1993)
7. Playing For The Ashes (1994)
8. In The Presence Of The Enemy (1996)
9. Deception On His Mind (1997)
С умисъл за измама, изд.: ИК „Хермес“, Пловдив (2001), прев. Валентина Атанасова
10. In Pursuit Of The Proper Sinner (1999)
11. A Traitor To Memory (2001)
12. A Place of Hiding (2003)
13. With No One as Witness (2005)
14. What Came Before He Shot Her (2006)
15. Careless in Red (2008)
16. This Body of Death (2010)
17. Believing the Lie (2012)
18. Just One Evil Act (2013)
19. A Banquet of Consequences (2015)

### Серия „Горите на Саратога“ (Saratoga Woods)
1. The Edge of Nowhere (2012)
2. The Edge of the Water (2014)
3. The Edge of the Shadows (2015)
4. The Edge of the Light (2016)

### Сборници
- I, Richard (2001)

### Документалистика
- Write Away: One Novelist's Approach to the Novel (2004)

### Екранизации
- 2001 – 2007 The Inspector Lynley Mysteries – общо 20 епизода, базирани на 13 произведения и героя от поредицата „Инспектор Линли“